# 19e étape du Tour d'Italie 2009
Pour un article plus général, voir Tour d'Italie 2009.
La 19e étape du Tour d'Italie 2009, s'est déroulée le 29 mai 2009. Cette étape, longue de 164 km, reliait Avellino au Vésuve (Ercolano).

## Classement de l'étape
| 1. | Carlos Sastre     | Cervélo TestTeam                                  | en | 4 h 33 min 23 s |
|    | Franco Pellizotti | Liquigas                                          | +  | 21 s            |
|    | Danilo Di Luca    | LPR Brakes-Farnese Vini                           |    | 30 s            |
| 2. | Denis Menchov     | Rabobank                                          |    | m.t.            |
| 3. | Ivan Basso        | Liquigas                                          |    | 35 s            |
| 4. | Levi Leipheimer   | Astana                                            |    | 53 s            |
| 5. | Tadej Valjavec    | AG2R La Mondiale                                  |    | 1 min 14 s      |
| 6. | Serge Pauwels     | Cervélo TestTeam                                  |    | 1 min 15 s      |
| 7. | José Serpa        | Serramenti PVC Diquigiovanni - Androni Giocattoli |    | m.t.            |
| 8. | Stefano Garzelli  | Acqua & Sapone-Caffè Mokambo                      |    | m.t.            |

## Classement général
| 1. | Denis Menchov     | Rabobank                     | en | 81 h 13 min 55 s |
|    | Danilo Di Luca    | LPR Brakes-Farnese Vini      | +  | 18 s             |
|    | Franco Pellizotti | Liquigas                     |    | 1 min 39 s       |
| 2. | Carlos Sastre     | Cervélo TestTeam             |    | 2 min 40 s       |
| 3. | Ivan Basso        | Liquigas                     |    | 3 min 33 s       |
| 4. | Levi Leipheimer   | Astana                       |    | 4 min 55 s       |
| 5. | Stefano Garzelli  | Acqua & Sapone-Caffè Mokambo |    | 8 min 48 s       |
| 6. | Michael Rogers    | Columbia-High Road           |    | 9 min 32 s       |
| 7. | Tadej Valjavec    | AG2R La Mondiale             |    | 10 min 42 s      |
| 8. | Marzio Bruseghin  | Lampre-NGC                   |    | 11 min 32 s      |

## Classements annexes
| Classement             | Coureur            | Total             |
| ---------------------- | ------------------ | ----------------- |
| Points                 | Danilo Di Luca     | 162 pts           |
| Montagne               | Stefano Garzelli   | 61 pts            |
| Sprints Intermédiaires | Giovanni Visconti  | 26 pts            |
| Équipe                 | Astana             | 243 h 20 min 21 s |
| Équipe par points      | Columbia-High Road | 358 pts           |
| Jeune                  | Kevin Seeldraeyers | 81 h 29 min 37 s  |
| Échappée               | Mauro Facci        | 553 km            |
| Combativité            | Stefano Garzelli   | 39 pts            |
| Azzurri d'Italia       | Danilo Di Luca     | 14 pts            |